# 심마니
심마니 또는 채삼꾼은 산에서 산삼(≒인삼)을 찾는 사람을 말한다. 조선왕조실록에는 산척(山尺)이라 부르는 심마니에 대한 기록이 있고, 고려인삼(蔘)이 조선의 주요 특산품이자 교역품목이었던 점을 감안하면, 직업으로서
심마니의 역사는 상당히 오래된 것으로 보인다.

## 심마니에 대한 올바른 뜻
심마니의 어원은 심(삼) 메(뫼) 마니(꾼)를 줄인 말이다. 특히 「메」 자를 일부 사전에서 산으로 오인하여 산에서 삼을 수집해 업으로 삼은 사람이라 하지만 정작 전통 심마니들은 「메」 자를 (찾다/캐다)라는 뜻이라 말한다. 그래서 정확한 뜻은 삼을 찾은 사람, 삼을 캐는 사람이 맞은 표현이다.